# قانون سويسرا

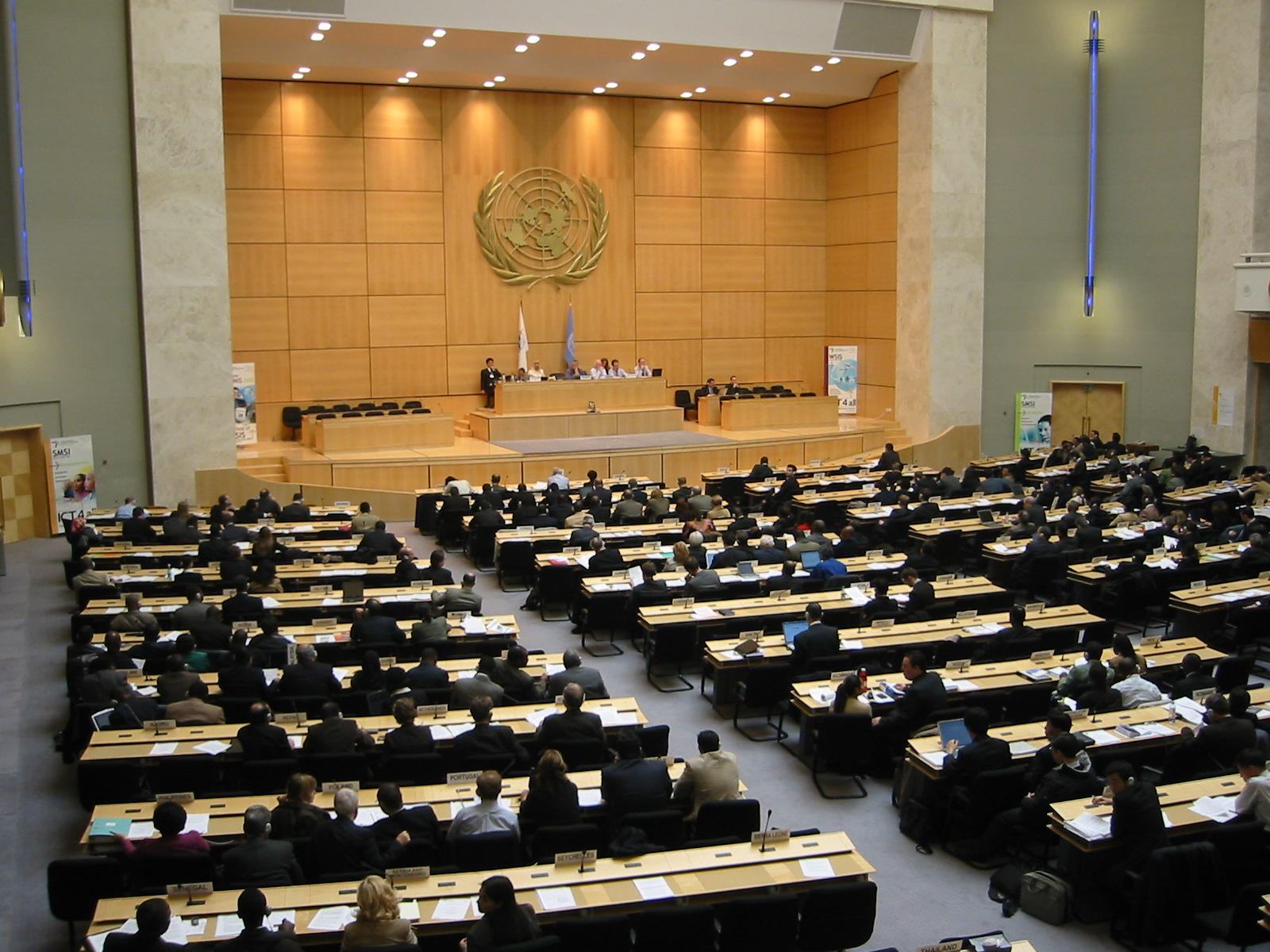
محكمة سويسرا

قانون سويسرا هو مجموعة من القواعد والبنود التي تشكّل معاً دستوراً وأساساً يحكم المعاملات وحياة الناس في سويسرا.

## البنية والمصادر
هناك تسلسل هرمي للمستويات السياسية يعكس الطابع القانوني والدستوري لسويسرا. وينقسم القانون الاتحادي (قي ألمانيا وفرنسا وإيطاليا) إلى:
- قانون دولي[2]

- قانون الداخلي[3]

وفقًا للمادة الأولى والثالثة من القانون إس آر 101 في الدستور الفيدرالي الحالي، ومبدأ التبعية المعمول به في سويسرا، والباب الثالث للاتحاد والمقاطعات والكوميونات، فإن كانتونات سويسرا تمتلك كل منها سيادة منفصلة إلى الحد الذي يقيده الدستور الاتحادي، وتمارس حكومة الكانتونات جميع الحقوق المخوّلة للاتحاد، كما يجب مراعاة مبدأ التبعية في توزيع المهام الحكومية وتنفيذها.
يتكون القانون الداخلي في الاتحاد الأوروبي في كل من ألمانيا وفرنسا وإيطاليا ورومانيا من الأجزاء التالية:
- قانون عام ينظم علاقة الدولة والشعب والسلطات، ويرمز له بالرمز (إس آر 1).
- قانون خاص يختص بإقامة العدل المدني وإنفاذ القرارات، ويرمز له بالرمز (إس آر 2).
- القانون الجنائي، ويختص بإقامة العدل الجنائي، وتنفيذ الأحكام، ويرمز له بالرمز (إس آر 3).
- قانون يختص بالتعليم، والثقافة، والبحث العلمي، ويرمز له بالرمز (إس آر 4).
- قانون الدفاع الوطني، ويرمز له بالرمز (إس آر 5).
- قانون التمويل، ويرمز له بالرمز (إس آر 6).
- قانون الأشغال العمومية، والطاقة، والنقل، ويرمز له بالرمز (إس آر 7).
- قانون يختص بالصحة، والعمالة، والضمان الاجتماعي، ويرمز له بالرمز (إس آر 8).
- قانون الاقتصاد والتعاون الفني، ويرمز له بالرمز (إس آر 9).

وهناك أربعة مصادر رئيسيّة للتشريعات والقرارات الرسمية في سويسرا، وهي:
- الدستور الفيدرالي السويسري: ويرمز له بالرمز (إس آر 10).

- أعمال البرلمان: (القوانين) واللوائح الداخلية.
- المفوضية: تصدر التشريعات أو اللوائح أو المراسيم.
- القضاء: يصدر قرارات ملزمة من خلال المحاكم المختصة.

### وسائل نشر القوانين والمراسيم الرسمية
تنشر الحكومة الفيدرالية النصوص والبنود القانونية في ثلاث منشورات رسمية رئيسية:
- المجمع المنهجي للقوانين الاتحادية: هو الكتاب الرسمي الذي يحتوي على جميع القوانين الفيدرالية، والمراسيم، والمعاهدات الدولية، والمعاهدات السارية بين المقاطعات السويسرية.[5]

- المجمع الرسمي للتشريعات الفيدرالية: ويتمثل في الجريدة الرسمية الناطقة باسم الحكومة السويسرية.

- الجريدة الفيدرالية: وهي جريدة تنشر العديد من النصوص الرسمية للحكومة الفيدرالية.

تصدر المنشورات الثلاثة باللغات الرسمية الثلاث في سويسرا، وهي الألمانية، والفرنسية، والإيطالية. يتمّ نشر جميع طبعات اللغات الثلاث في ذات الوقت وبنفس المحتوى على قدم المساواة، وتنشرها المستشارية الفيدرالية السويسرية في شكل ملاحق أسبوعية، أو مجلدات، أو أوراق منفصلة، كما أصبحت جميعها متاحة أيضًا على شبكة الإنترنت بصيغة تنسيق المستندات المنقولة بي دي إف منذ عام 1999.

## بعض القوانين الخاصة

### القانون المدني
تم اعتماد القانون المدني السويسري (ويرمز له بالرمز إس آر 21) في 10 ديسمبر 1907، ودخل في حيز التنفيذ منذ عام 1912. وقد تأثر القانون المدني السويسري إلى حد كبير بالقانون المدني الألماني، كما تأثر جزئيًا بالقانون المدني الفرنسي، بيد أن معظم علماء القانون المقارن مثل ك. تسفايغارت ورودولفو ساكو يرون أن القانون السويسري مشتق من نموذج ممنفصل للقانون المدني.

### القانون الجنائي
يعود أصل القانون الجنائي السويسري الصادر في 21 ديسمبر 1937 (ويمز إليه بالرمز إس آر 311) إلى مسودة عام 1893 التي أصدرها كارل ستوس، والتي أصبحت سارية المفعول منذ عام 1942.
طرأت بمرور السنوات العديد من التغييرات اللاحقة على القانون الجنائي السويسري السابق، مثل إلغاء عقوبة الإعدام في سويسرا وإضفاء الشرعية على الممارسات الجنسية المثلية بين البالغين. وفقاً للقانون السويسري فإن سن الموافقة على الممارسات الجنسية المثلية ظلّ محددًا حتى عام 1990 ببلوغ الأفراد 20 عامًا، مقارنة بالسن المسموح به لقبول الممارسات الجنسية الغيرية وهو 16 عاماً.
كان قانون عام 1942 في سويسرا عُرضة للتنقيح عدة مرات، والتي كان آخرها هو التعديل الذي حدث في عام 2010، والمعمول به منذ عام 2007، والذي أتاح إمكانية تحويل أحكام السجن القصيرة (أقل من سنة واحدة) إلى غرامات ماليّة تُحسب كمُعدّل يوميّ وفقاً للوضع الشخصي والاقتصادي للمحكوم عليه وقت صدور الحكم بحد أقصى 3000 فرنك سويسري في يوم العقوبة الواحد. وعلى أرض الواقع فقد تحوّلت جميع أحكام السجن التي تقل مدتها عن عام واحد إلى غرامات ماليّة، وتحوّلت العقوبات المشروطة (مثل الإفراج المشروط) إلى غرامات ماليّة مشروطة. وقد تسبب هذا في حدوث جدل واسع لأن نتيجة ذلك كانت أن المخالفات الأخف التي لا يعاقب عليها بالسجن أصبحت تؤدي دائمًا إلى غرامات غير مشروطة، بينما أصبحت الجرائم الأكثر خطورة تؤدي إلى غرامات مشروطة لا يلزم دفعها على الإطلاق. أعلن المجلس الاتحادي في أكتوبر 2010 عن اعتزامه العودة إلى النظام السابق، وأعربت جميع الأحزاب الكبيرة عن دعمها الجزئي على الأقل.